# Taki Fujita
Taki Fujita (em japonês:  藤田たき) (23 de dezembro de 1898 – 4 de janeiro de 1993) foi uma educadora e ativista japonesa pelos direitos das mulheres. Fujita foi presidente do Tsuda College de 1962 a 1972.

## Infância e educação

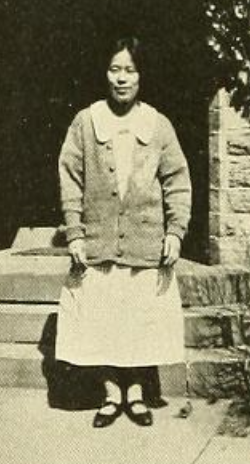
Taki Fujita, do anuário de 1925 do Bryn Mawr College

Fujita nasceu em Nagoya e foi criada em Okinawa e Osaka, filha de um juiz, Fujita Kikue e Fujita Kameki. Seus pais eram cristãos e ela foi batizada ainda criança; como adulta, ela foi atraída pela tradição quaker. Ela frequentou o Tsuda College em 1916 e se formou no Bryn Mawr College em 1925. Ela voltou aos Estados Unidos em 1935 para estudar mais no Smith College.

## Carreira
Fujita lecionou no Tsuda College. Em 1946, ela e a educadora americana Lulu Holmes co-fundaram a Associação Japonesa de Mulheres Universitárias, e Fujita foi a primeira presidente da associação. Em 1962, ela assumiu o cargo de quarto presidente do Tsuda College.
Fujita representou a YWCA na Conferência Feminina Pan-Pacífico em Honolulu em 1928. Ela foi ativa nas organizações de sufrágio feminino japonesas de 1929 a 1940 e traduziu os escritos sufragistas ocidentais para o japonês. Ela concorreu a uma vaga na legislatura japonesa em 1950 e em 1956, foi presidente da Liga das Eleitoras do Japão e representou o Japão na Comissão das Nações Unidas sobre o Status da Mulher e na Assembleia Geral. Ela atuou no Ministério do Trabalho de 1951 a 1955, como diretora do Departamento de Mulheres e Crianças.
Fujita ficou ferido em um acidente de carro em 1971 e aposentou-se da Universidade de Tsuda em 1972. Em 1975, chefiou a delegação japonesa à Conferência Mundial do Ano Internacional da Mulher, realizada na Cidade do México.

## Publicações selecionadas
- "The Higher Education of Women in Japan" (1938)[11]
- "The Spiritual Life of Japanese Women" (1939)[12]
- "O progresso da emancipação das mulheres japonesas" (1947)[13]
- "Women’s Viewpoint: Leading the Way" (1954)[14]
- Japanese Women in the Postwar Years (1954)[15]
- "Prostitution Prevention Law" (1956)[16]
- "Women and Politics in Japan" (1968)[17]
- "Devoted to women's movement: A personality of Ichikawa" (1982)[18]

## Vida pessoal
Fujita usou uma bengala após seu acidente de carro em 1971. Ela foi assistida em seus últimos anos por sua sobrinha e por uma filha adotiva. Ela morreu em 1993, aos 94 anos.